# Die Frösche, die einen König haben wollen

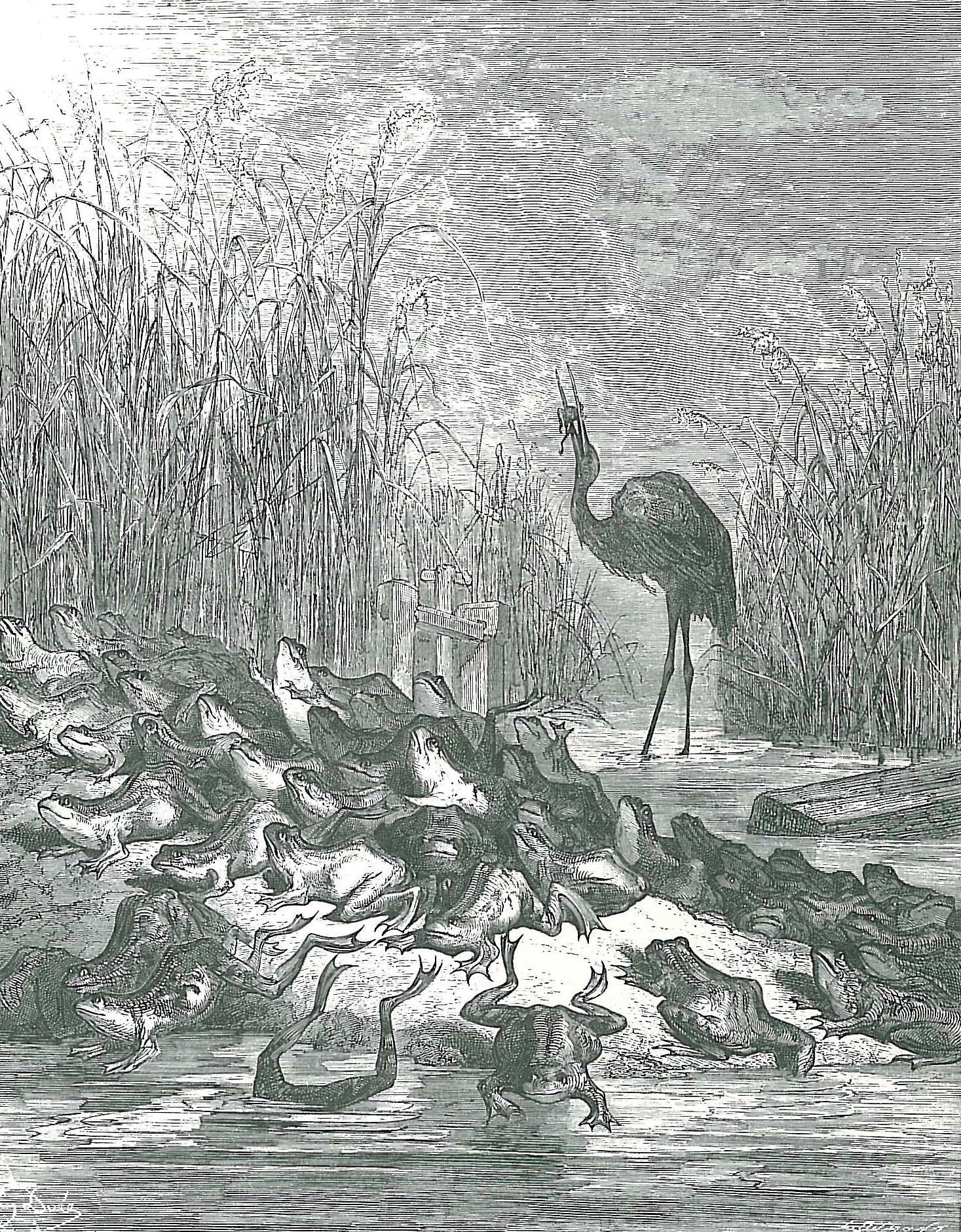

Die Frösche, die einen König haben wollen (franz. Les Grenouilles qui demandent un Roi) ist die vierte Fabel im dritten Buch der Fabelsammlung Fables Choisies, Mises En Vers von Jean de La Fontaine.
Die Fabel wies eine zeitgenössische politische Brisanz auf und stellte die Monarchie Ludwig des XIV. in Frage. La Fontaine charakterisiert die Frösche nicht nur, sondern gibt ihnen Leben, indem er ihre Haltung beschreibt, um ihre Gefühle und ihre Urteile auszudrücken. Die Dummheit der Frösche ist nur das Spiegelbild ihres Aussehens: Ihre großen runden Augen, ihre törichten Gestalten auf Beinen, machen sie lächerlich. La Fontaine greift den Stoff einer älteren Fabel von Äsop bzw. Phaedrus auf (latein. Ranae Regem petierunt, deutsch: Die Frösche bitten um einen König), welche die Athener beruhigen sollte, da sie ihres Tyrannen müde waren. Durch das unausgesprochene moralische Argument vermeidet der Autor die im 17. Jahrhundert übliche Zensur. Die Fabel zeichnet sich durch eine realistische und skurrile Beschwörung der Natur aus:
Müde seien sie der Demokratie,

schrieen die Frösche tausendtönig,

und nicht eher ruhten sie,

bis Jupiter sie einem Herrn macht’ untertänig.

Vom Himmel fiel herab ein höchst friedfert’ger König;

doch macht’ sein Fall solch einen Lärm,

dass sie, Sumpfbewohner, deren Schar

furchtsam stets und töricht war,

schnell im Wasser sich verloren,

unterm Schilf, in Binsenrohren,

in den Löchern des Morastes

und lang sich nicht getrauten, ins Angesicht des Gastes

zu schaun; denn ihnen kam er wie ein Riese vor.

Nur ein Klotz lag da im Moor;

doch seine stumme Würd’ erregte Furcht und Grauen

beim ersten, der sich vorgewagt,

aus seiner Höhl’, ihn anzuschauen.

Er naht sich ihm, doch sehr verzagt;

ein zweiter, dritter folgt, bald kommt herbeigejagt

ein ganzer Haufen, und die Schlauen

sind endlich voller Mut und springen voll Vertrauen

auf ihres Königs Schulter dreist herum.

Der gute Herr lässt sich’s gefallen und bleibt stumm.

Bald macht das Volk dem Gott viel Kopfzerbrechen:

„Gib uns einen König, der sich regen kann und sprechen!“

Den Kranich sendet nun der Götterfürst den Frechen;

der beginnt sie abzustechen

und zu fressen nach Begier.

Wie die Frösche Klag’ erheben,

spricht Jupiter: „Nun, was wollt ihr?

Sollen etwa Wir

euren Launen immer nur nachgeben?

Gewesen wäre wohl der klügste Rat,

zu wahren euren alten Staat.

Da dies nun nicht geschehn, so musst’ es euch genügen,

dass euer erster Fürst voll Mild’ und Sanftmut war.

Den hier behaltet, um nicht gar

am Ende einen schlimmren noch zu kriegen!“
Übersetzung: Ernst Dohm